# Округ Брајан (Џорџија)
Округ Брајан (енгл. Bryan County) је округ у америчкој савезној држави Џорџија.

## Демографија
По попису из 2010. године број становника је 30.233, што је 6.816 (29,1%) становника више него 2000. године.
| Група             | 2000.          | 2010.          |
| Белци             | 19.138 (81,7%) | 23.446 (77,6%) |
| Афроамериканци    | 3.311 (14,1%)  | 4.286 (14,2%)  |
| Азијати           | 181 (0,8%)     | 486 (1,6%)     |
| Хиспаноамериканци | 465 (2,0%)     | 1.336 (4,4%)   |
| Укупно            | 23.417         | 30.233         |